# Mike Leake
Michael Raymond Leake (San Diego, California, 12 de noviembre de 1987), más conocido como Mike Leake, es un exjugador profesional estadounidense de béisbol que se desempeñó en la posición de lanzador en las Grandes Ligas de Béisbol (MLB). Logró obtener un Guante de Oro.

## Carrera
Leake jugó como profesional seis temporadas en Cincinnati Reds (2010-2015), después pasó a San Francisco Giants (2015), luego a St. Louis Cardinals (2016-2017), posteriormente a Seattle Mariners (2017-2019), y finalmente, a Arizona Diamondbacks, donde jugó una temporada (2019), y fue el equipo en el que se retiró.

## Premios
Fue galardonado con el Guante de Oro en una oportunidad (2019).